# Tyson Pedro
Tyson Pedro, född 17 september 1991 i Sydney, är en australisk MMA-utövare som sedan 2016 tävlar i organisationen Ultimate Fighting Championship.